# Albi di Tex (1994)
Albi del fumetto Tex pubblicati nel 1994. Occupano i numeri dal 399 al 410 della serie regolare.
In quest'annata si assiste al passaggio di testimone, nel ruolo di copertinista ufficiale, tra il creatore grafico del personaggio, Aurelio Galleppini, e Claudio Villa, in corrispondenza del numero 401 della serie (L'oro di Klaatu).

## Prospetto
| Nr. | Titolo                           | Mese di pubblicazione | Soggetto                                     | Sceneggiatura                                | Disegni                          |
| --- | -------------------------------- | --------------------- | -------------------------------------------- | -------------------------------------------- | -------------------------------- |
| 399 | La lettera bruciata              | gennaio               | Claudio Nizzi                                | Claudio Nizzi                                | Jesús Blasco / Fernando Fusco    |
| 400 | Tex 400 - La voce nella tempesta | febbraio              | Claudio Nizzi                                | Claudio Nizzi                                | Galep                            |
| 401 | L'oro di Klaatu                  | marzo                 | Decio Canzio                                 | Decio Canzio                                 | Fernando Fusco                   |
| 402 | Sangue sulla neve                | aprile                | Decio Canzio                                 | Decio Canzio                                 | Fernando Fusco                   |
| 403 | Bande rivali                     | maggio                | Decio Canzio / Michele Medda                 | Decio Canzio / Michele Medda                 | Fernando Fusco / Jesús Blasco    |
| 404 | Il seme dell'odio                | giugno                | Michele Medda                                | Michele Medda                                | Jesús Blasco                     |
| 405 | Il messaggio cifrato             | luglio                | Michele Medda / Decio Canzio / Claudio Nizzi | Michele Medda / Decio Canzio / Claudio Nizzi | Jesús Blasco / Guglielmo Letteri |
| 406 | Uomini crudeli                   | agosto                | Decio Canzio / Claudio Nizzi                 | Decio Canzio / Claudio Nizzi                 | Guglielmo Letteri                |
| 407 | Il passato di Carson             | settembre             | Mauro Boselli                                | Mauro Boselli                                | Carlo Raffaele Marcello          |
| 408 | I fuorilegge del Montana         | ottobre               | Mauro Boselli                                | Mauro Boselli                                | Carlo Raffaele Marcello          |
| 409 | Ultimo scontro a Bannock         | novembre              | Mauro Boselli                                | Mauro Boselli                                | Carlo Raffaele Marcello          |
| 410 | Orrore!                          | dicembre              | Michele Medda                                | Michele Medda                                | Guglielmo Letteri                |

## Trame

### Il passato di Carson (nn. 407-409)
- Seguita da Mauro Boselli (testi), Carlo Raffaele Marcello (disegni); I sette assassini, in Tex nn. 463 - 464 - 465, Sergio Bonelli Editore, Milano, giugno - agosto 1999.
- Ristampata con un'introduzione in Mauro Boselli (testi), Carlo Raffaele Marcello (disegni); Il passato di Carson, in Bestsellers, Arnoldo Mondadori, Milano, 14 ottobre 2008, ISBN 9788804581833.
- Ristampata a colori e con un'introduzione in Mauro Boselli (testi), Carlo Raffaele Marcello (disegni); Il passato di Carson, in Libri Tex, Sergio Bonelli Editore, Milano, 23 luglio 2020, ISBN 9788869615436.

#### Il passato di Carson
Un gruppo di uomini si riunisce in un trading post abbandonato nel bel mezzo delle praterie del Montana. Nel mezzo dei discorsi, accennano a una città nelle vicinanze, Bannock, e a sé stessi come "Innocenti". Il capo del gruppo, un uomo di nome Boone detto "il cannibale", fa riferimento a qualcuno che sarebbe tornato nei paraggi e che loro attendevano.
Nello stesso momento a Tucson, in Arizona, Kit Carson fa visita allo sceriffo della città, Tom Rupert, ma durante la cena viene aggredito a colpi di pistola. Abbattuto l'aggressore, Carson gli trova addosso un foglio di giornale in cui si accenna all'imminente funerale di un certo Ray Clemmons, che si terrà proprio a Bannock in Montana. Rimasto stupefatto, e riconosciuto l'aggressore come un uomo proveniente dal suo passato, Carson decide di partire per il Montana.
Tex e suo figlio Kit , dopo una marcia nel deserto, giungono a Tucson, dove avevano appuntamento con Carson. Saputo dell'agguato e della sua partenza per il Montana, si precipitano sulle sue tracce. Quella sera, istigato da Kit che vuole saperne di più, Tex racconta di come un giovane Kit Carson, venticinque anni prima, capitò proprio a Bannock.
Nel mezzo della corsa all'oro, Bannock era una città fiorente, ma anche colpita dalla piaga di una banda di malviventi che, forti di un'immagine pubblica apparentemente al di sopra di ogni sospetto (di qui il nome di "Innocenti"), facevano strage dei minatori. Tra di essi, gli uomini ritrovatisi all'inizio della vicenda: Billy Grimes (padrone dell'emporio) e il suo garzone Chester, all'epoca un orfano; Roger Laval, uno scaltro giocatore di carte; Cyrus Skinner, padrone di un trading post nella prateria; Larry, contabile in banca; Johnny Lame, uno zoppo che lavorava per il servizio postale; forti anche di un cospicuo braccio armato (tra cui il pistolero Waco Dolan, l'indiano One-Eyed Hawk, i gemelli Dobbs e lo stesso Boone), gli "Innocenti" tenevano in pugno l'intero territorio. Apparentemente, l'unico alleato per Carson era Ray Clemmons, lo sceriffo di Bannock, che come lui faceva la corte a Lena Parker, la cantante del saloon. Carson, che agisce in segreto, si impiega come uomo di sicurezza su una diligenza e riesce a sventare l'attacco di un gruppo di banditi, ma inseguendoli cade in un agguato e ne esce appiedato. Dunque, si reca a una miniera sulle montagne, dove viene sorpreso e bloccato da un uomo.

#### I fuorilegge del Montana
L'uomo si rivela essere Homer, il pianista del saloon di Bannock: la miniera è infatti di proprietà di Lena Parker e Ray Clemmons. Carson passa la notte lì, assieme a Lena (un argomento su cui, avverte Tex, non è il caso di stuzzicarlo). Il giorno dopo si reca al trading post di Cyrus Skinner, dove ritrova i banditi che l'avevano aggredito sulle montagne (tra cui Boone), riesce a catturarli e a rinchiuderli in galera a Bannock. Viene a sapere dallo sceriffo che un militare del posto, il colonnello Sanford, e i minatori, su suo suggerimento, hanno deciso di far fronte comune e organizzare una spedizione di gruppo, così da avere più uomini a protezione dell'oro.
Carson si mette in sella e, assieme a due vicesceriffi, si dirige sulle montagne, sulla pista della spedizione. I vicesceriffi lo aggrediscono e riescono a ferirlo, ma nello scontro che ne segue hanno la peggio; uno dei due, prima di spirare, gli rivela la verità: è Ray Clemmons il capo degli "Innocenti", e la spedizione è già stata assalita dalla banda!
Giunto sul posto, Carson sventa l'attacco, uccidendo tra l'altro uno dei gemelli Dobbs (l'altro, sopravvissuto, sarà l'uomo che lo aggredirà a Tucson). Quindi torna a Bannock per scoprire che Ray Clemmons ha abbandonato Boone e gli altri in galera e se l'è data a gambe. Giunto alla miniera di Clemmons, dove il bandito aveva nascosto il frutto delle rapine, Kit scampa per un soffio all'esplosione della galleria e viene poi tramortito da Lena Parker. Al suo risveglio, trovatosi solo, si getta all'inseguimento del fuorilegge.
Intanto, a Bannock, il colonnello Sanford si autoproclama sceriffo e giudice e instaura la legge marziale: chiunque risponda alle parole d'ordine degli "Innocenti" finisce giustiziato. Solo Laval, Larry, Grimes e Boone si salvano grazie a una rocambolesca fuga e fanno perdere le proprie tracce. Cyrus Skinner viene impiccato presso il suo stesso trading post.
Perse le tracce di Clemmons, Carson torna a Bannock con un giudice e gli consegna Sanford. La città sta morendo: i filoni sono ormai esauriti e Clemmons, prima di fuggire, aveva anche rapinato la banca. Ormai impossibilitato a fare altro, Carson salva Chester da un gruppo di cittadini inferociti e abbandona la città.
Nel presente, Carson sta sorvegliando il trading post che fu di Cyrus Skinner. Trovatolo deserto, lascia un messaggio per Tex e Kit Willer e si lancia alla volta di Bannock. In città, Boone spiega il suo piano: grazie alla costante sorveglianza di Chester, Boone è venuto a sapere che Ray Clemmons è tornato a Bannock; prevede quindi di rapirne la figlia, Donna Parker, per ottenere in cambio l'oro degli "Innocenti".
Tex e suo figlio, nella prateria, si scontrano con due "Innocenti" ritardatari, uccidendone uno e catturando l'altro, Rafe, da cui ottengono tutte le informazioni necessarie. Intanto Carson si è recato alla vecchia miniera, dove ha incontrato Lena Parker e il suo vecchio amico Clemmons.

#### Ultimo scontro a Bannock
Carson informa Lena, Ray e i suoi uomini della situazione e scopre dell'esistenza di Donna, figlia di Ray e Lena, e che si è recata a Bannock. Giunge Homer, il vecchio pianista, che è stato ferito dai banditi e porta la loro proposta: la ragazza in cambio dell'oro e di Ray Clemmons. Mentre questi lavora alacremente per recuperare l'oro, Carson scopre che Lena e Ray non erano fuggiti assieme, e che quest'ultimo non aveva idea dell'esistenza di Donna.
Tex e Kit giungono a Bannock e si intrufolano in città; venuto a sapere delle intenzioni dei banditi, Tex si spaccia per un ex "Innocente" e si infiltra nella banda, anche se non convince appieno Boone. Tex rimane al saloon a giocare a carte, mentre Kit, di nascosto, percorre il perimetro della città alla ricerca della ragazza, scoprendo che la tengono nascosta nella prigione, sorvegliata a vista dal colossale indiano One-Eyed Hawk.
Clemmons e i suoi hanno recuperato l'oro. Con l'aiuto di Carson, Clemmons elimina due suoi complici (che si erano ribellati) e, scoperto che Tex e Kit sono già a Bannock, passano all'azione. Dalla montagna, Clemmons attira l'attenzione dei banditi e scatena una sparatoria. Approfittandone, Kit Willer si intrufola nella prigione e uccide l'indiano, ma rimane ferito nello scontro; allo stesso tempo, Tex viene raggiunto da Carson al saloon e assieme eliminano i banditi stanziati lì, tra cui Roger Laval. Larry "il contabile" va alla prigione per scoprire cosa sia successo, mentre Grimes si reca al saloon dove ingaggia una sparatoria con Carson e Tex, uscendone sconfitto, e con lui Chester.
Clemmons, intanto sorpreso da Waco Dolan, fugge attraverso i boschi verso Bannock, abbandonando l'oro. Giunto in città uccide Larry nella prigione e Johnny Lame, lo zoppo, in strada; i tre vengono sorpresi da Boone e Waco Dolan, che hanno recuperato l'oro e in più fatto prigioniero Kit Willer, ferito, e Donna Parker. Ray accetta la proposta di Boone di scambiare la vita di Donna con la sua, ma si scatena una sparatoria nella quale i due "Innocenti" perdono la vita e Ray viene ferito a morte nel tentativo di salvare Kit Willer.
Nell'epilogo, Lena e Donna Parker, assieme a Homer, decidono di abbandonare Bannock per sempre. Carson, già assegnatario dell'inchiesta, constata l'impossibilità di risalire, dopo un quarto di secolo, ai legittimi proprietari dell'oro e decide di lasciarlo alle due donne.